# Godescalc
Pour les articles homonymes, voir Évangéliaire de Godescalc et Godescalc de Bénévent.
 (mars 2012).
Si vous disposez d'ouvrages ou d'articles de référence ou si vous connaissez des sites web de qualité traitant du thème abordé ici, merci de compléter l'article en donnant les références utiles à sa vérifiabilité et en les liant à la section « Notes et références ».
Godescalc, évêque du Puy-en-Velay en 935, célèbre pour s'être rendu en 950 ou 951 à Saint-Jacques-de-Compostelle, et avoir créé ce qui devait devenir une route de pèlerinage au Moyen Âge. Il est mort le 1er décembre 961.

## Biographie
Il a été d'abord moine bénédictin à l'abbaye Saint-Théofrède du Monastier avant d'en devenir abbé.
Il participe le 28 août 936 à la consécration de l'abbaye Saint-Marcellin de Chanteuges.
En 937, il donne à l'abbaye du Monastier l'église de Rosières et ses dépendances et l'église Notre-Dame de Chamalières et ses dépendances. Il demande à l'abbé de Saint-Géraud d'Aurillac d'envoyer au Monastier des moines pour réformer l'abbaye.
En 950, après avoir reçu Mayeul, abbé de Cluny, au Puy, venu prier la Vierge d'Anicium, il part, probablement sur son conseil, vers Compostelle. En passant par l'abbaye San Martín d'Albelda dans la Roja, près de Logroño, il demande au moine Gomez une copie du livre De Virginitate écrit par saint Ildefonse de Tolède contre les adversaires de la virginité de Marie. Il reçoit le livre à son retour de Saint-Jacques de Compostelle en janvier 951 et le ramène à la cathédrale du Puy où il reste jusqu'en 1681 avant de passer à la bibliothèque du roi (manuscrit lat. 2855 de la Bibliothèque nationale de France). Une réplique de ce livre avec miniature représentant Godescalc se trouve à la Bibliothèque palatine de Parme. On peut penser que la commande de ce livre par l'évêque du Puy, sanctuaire marial, avait probablement pour but d'exalter le pèlerinage et le culte marial. La seconde raison de ce pèlerinage aurait pu être d'étudier l'organisation d'un grand pèlerinage.
En 955, il obtient du roi Lothaire la ratification de la concession du droit d'immunité accordé par le roi Raoul à l'évêque sur la ville d'Anicium en 924.
À la demande du doyen de l'église du Puy, Truannus, qui souhaite construire une chapelle sur le rocher d'Aiguilhe, il donne son autorisation de construire le sanctuaire de saint Michel d’Aiguilhe, d'inspiration mozarabe (façade polylobée) avant 961. Il la consacre le jeudi 18 juillet 961. Le choix du culte de l'archange saint Michel sur un site élevé était apparu au sanctuaire de Monte Sant'Angelo dans le massif du Gargano en Italie en 492.
En 961, Raymond II comte de Rouergue, marquis de Gothie, cousin germain du comte de Toulouse Raymond III Pons, fait dans son testament deux dons à l'église Sainte-Marie d'Anicium.